# Thomas Browne
Pour les articles homonymes, voir Thomas Browne (homonymie) et Browne.
Thomas Browne, né le 19 octobre 1605 à Londres et mort le 19 octobre 1682 à Norwich, est un écrivain anglican anglais dont les œuvres couvrent une large palette de domaines incluant la médecine, la religion, la science, la sociologie et l'ésotérisme.

## Biographie
Thomas Browne est né le 19 octobre 1605 à Cheapside, Londres. Son père meurt en 1613.
Il fait ses études à l'université d'Oxford. Il obtient son Bachelor of Arts en 1626 à Pembroke College, et son Master of Arts en 1629. Il étudie ensuite la médecine à Montpellier, Padoue et Leyde où il est diplômé en décembre 1633.
Il s'installe comme médecin près de Halifax, puis Norwich à partir de 1637, année où son diplôme de médecin est reconnu par l'université d'Oxford. Il se marie en 1641 avec Dorothy Mileham (1621–1685),. Ils auront onze enfants dont l'ainé est Edward Browne (1644–1708), médecin et voyageur.

## Son époque
Il vécut lors de la Première Révolution anglaise. C'est aussi l'époque de la contre-réforme catholique et ses écrits ont un retentissement jusque dans les empires portugais et espagnols.

## Son œuvre
Il s'est fait connaître par un ouvrage intitulé la Religio Medici (1643) qui fut traduit en français par Nicolas Lefèvre en 1668.
Il a aussi écrit un essai sur les erreurs vulgaires : Enquiries into vulgar and common errors (1646) traduit en français par Jean-Baptiste Souchay en 1733. Dans cet essai, il s'est attaqué aux idées reçues et aux croyances populaires, selon lui erronées, en tentant de comprendre le processus qui leur a donné naissance. Il s'en est pris, en particulier, aux arguments de l'époque voulant que les Noirs soient faits pour le travail manuel dans le cadre de l'esclavage en raison de la couleur de leur peau.
L'essai, publié en 1646, a fait parler de lui, car la population d'esclaves noirs à la Barbade était passée de 500 à 4 000 personnes entre 1640 et 1645, avec l'installation des premières grandes plantations de canne à sucre.
Il a aussi écrit Lettre à un ami, 1re publication en 1690 (traduit par Marc Kuszel, édition Allia, 2007,  (ISBN 2844852343)) et Des Rêves & autres mélanges, éditions vagabonde, 2023, 104 p.  (ISBN 9782919067558)
Passionné de botanique, il fut par ailleurs le premier à faire ressortir la fréquence du nombre cinq dans les graines et les divisions des enveloppes florales. Les sociologues font remonter la constitution systématique de leur science, en Angleterre, à Thomas Browne.
En 1646, il invente le terme « electricity » (traduit un peu plus tard en français par « électricité »).

## Hommage
- La nouvelle d'Edgar Poe intitulée Double Assassinat dans la rue Morgue (1841) s'ouvre par un extrait du texte Hydriotaphia, Urn Burial, or a Discourse of the Sepulchral Urns lately found in Norfolk de Thomas Browne (chapitre V) :

Quelle chanson chantaient les sirènes ? Quel nom Achille avait-il pris quand il se cachait parmi les femmes ?
- Virginia Woolf fait référence à plusieurs reprises à Thomas Brown dans Orlando (1928).
- W. G. Sebald cite et analyse l'œuvre de Thomas Browne dans son livre Les Anneaux de Saturne (1995).

- Jorge Luis Borges cite le Urn Burial de Browne (sans spécifier le prénom de Thomas) dans le dernier paragraphe de sa nouvelle "Uqbar, Tlön, Orbis Tertius", du livre Ficciones (1944). Borges le cite également dans l'article Contes du Turkestan paru dans La Prensa, le 29 août 2926 et reproduit dans "Textes Retrouvés" (2024).
- Le titre du roman de William Styron, Lie Down in Darkness, 1951 [Un lit de ténèbres, 1953], est emprunté à Urn Burial de Thomas Browne ; le passage est cité en épigraphe.